# Bathytropa
Bathytropa es un género de crustáceo isópodo terrestre de la familia Bathytropidae.

## Especies
- Bathytropa colasi Vandel, 1954
- Bathytropa dollfusi Strouhal, 1936
- Bathytropa granulata Aubert & Dollfus, 1890
- Bathytropa meinerti Budde-Lund, 1879
- Bathytropa roatanei Caruso, 1973
- Bathytropa thermophila Dollfus, 1896
- Bathytropa tuberculata Racovitza, 1908
- Bathytropa wahrmani Strouhal, 1968
- Bathytropa zuffoi Caruso, 1973